# جيم هورن
جيم هورن (بالإنجليزية: Jim Horn)‏ هو عازف ساكسفون وموسيقي أمريكي، ولد في 20 نوفمبر 1940 في لوس أنجلوس في الولايات المتحدة.

## وصلات خارجية
- جيم هورن على موقع IMDb (الإنجليزية)
- جيم هورن على موقع ميوزك برينز (الإنجليزية)
- جيم هورن على موقع أول ميوزيك (الإنجليزية)
- جيم هورن على موقع ديسكوغز (الإنجليزية)
- جيم هورن على موقع قاعدة بيانات الفيلم (الإنجليزية)